# Careades
Careades (Charoeades, Kharoiádes, Χαροιάδης), o Cariades (Chariades) segons Justí, fou un general atenenc que va dirigir junt amb Laques la primera expedició atenenca a Sicília el 427 aC, i va morir poc després.